# Artem Matiasz
Artem Mychajłowycz Matiasz (ukr. Артем Михайлович Матяш; ur. 1997) – ukraiński zapaśnik walczący w stylu klasycznym. Zajął jedenaste miejsce na mistrzostwach Europy w 2023.  Szósty w Pucharze Świata w 2017. Wicemistrz Europy juniorów w 2016 i trzeci w 2015 roku.